# Gobius couchi
Gobius couchi е вид бодлоперка от семейство Попчеви (Gobiidae). Видът не е застрашен от изчезване.

## Разпространение и местообитание
Разпространен е в Албания, Великобритания, Гърция (Егейски острови и Крит), Ирландия, Италия (Сицилия), Кипър, Малта, Турция и Хърватия.
Обитава крайбрежията и пясъчните дъна на полусолени водоеми, океани, морета и заливи. Среща се на дълбочина от 4,7 до 10 m.

## Описание
На дължина достигат до 7,7 cm.
Продължителността им на живот е около 6 години.